# حي الزيتون (مكناس)
حي الزيتون أحد أكبر أحياء مدينة مكناس المغربية يشتهر بجواره للصور التاريخي الذي بناه المولى إسماعيل في عهد الدولة الاسماعيلية، يحد حي الزيتون شرقا حي قرطبة وراء الصور بينما يحده شمالا حي الزهوة، يشتهر الحير بوجود كليتين فيه وأفضل الكليات في المغرب للتعليم العالي هما كلية العلوم وكلية الاداب، ومن بين ما يميز الحي أيضا اشتهاره بالطبقة الفقيرة على غرار باقي احياء مكناس. معالم الحي هي: الجامع الأبيض، باب كبيش، اعدادية الزيتون، مدرسة خالد بن الوليد، ثانوية ابن الرومي...

## التسمية
سمي بالزيتون نظرا لتواجد أشجار الزيتون فيه من جهة الجنوب

## الانتماء
ينتمي الحي إلى المدينة العتيقة لمكناس المصنفة ضمن التراث العالمي لليونيسكو سنة 1996 التي أقرتها منظمة اليونيسكو 
التي شيدت في القرن الحادي عشر شيدها المرابطين لتكون مؤسسة عسكرية لهم